# Torrubia del Castillo
Torrubia del Castillo es un municipio y localidad española de la provincia de Cuenca, en la comunidad autónoma de Castilla-La Mancha. El término municipal tiene una población de 42 habitantes (INE 2024).

## Historia
Hacia mediados del siglo XIX, el lugar tenía contabilizada una población de 175 habitantes. La localidad aparece descrita en el decimoquinto volumen del Diccionario geográfico-estadístico-histórico de España y sus posesiones de Ultramar de Pascual Madoz de la siguiente manera:

TORRUBIA DEL CASTILLO: l. con ayunt. en la prov. y dióc. de Cuenca (8 leg.), part. jud. de San Clemente (5), aud. terr. de Albacete (15) y c. g. de Castilla la Nueva (Madrid 25). sit. sobre una pequeña altura, con clima frio, combatido por los vientos de N. y S. y propenso á constipaciones. Consta de 40 casas de pobre construccion; para surtido de los vec. hay una fuente fuera de la pobl.: la igl. parr., bajo la advocacion de Santiago Apóstol, es aneja de la del cast. de Garci-muñoz, y se halla servida por un teniente. El térm. confina por N. con Valverde; E. Honrubia; S. Castillo de Garci-muñoz, y O. Olivares: el terreno es de mediana calidad: los caminos son locales y carreteros, pero en mal estado: la correspondencia se recibe de Olivares los lunes, jueves y sábados, y sale domingos, miércoles y viernes. prod.: trigo de escelente calidad, cebada, escama, garbanzos y guijas; se cria ganado lanar, y caza de liebres, aunque en corta cantidad. ind.: la agrícola. comercio: la estraccion de granos para Valencia, é importacion de algunos artículos de primera necesidad. pobl.: 44 vec., 175 alm. cap. prod.: 447,740 rs. imp.: 22,387: el presupuesto municipal asciende á 1.200 rs. y se cubre por reparto vecinal.
(Madoz, 1849, p. 115)

## Demografía
Torrubia del Castillo cuenta con una población de 42 habitantes (INE 2024).
| Gráfica de evolución demográfica de Torrubia del Castillo entre 1842 y 2021                                         |
| |
| Población de derecho según los censos de población del INE Población de hecho según los censos de población del INE |